# Roberto Fiore
Roberto Fiore (ur. 15 kwietnia 1959 w Rzymie) – włoski polityk, przedsiębiorca, lider neofaszystowskiej partii Forza Nuova, eurodeputowany VI kadencji w latach 2008–2009.

## Życiorys
Szkołę średnią ukończył w 1977, od 1986 zajmuje się prowadzeniem działalności gospodarczej.
W 1980 przyjechał do Wielkiej Brytanii, uciekając przed włoskimi śledczymi, prowadzącymi postępowanie w sprawie dokonanego przez działaczy faszystowskiego ugrupowania Nuclei Armati Rivoluzionari (NAR) parę miesięcy wcześniej zamachu terrorystycznego na dworcu kolejowym w Bolonii. Wkrótce został zatrzymany przez funkcjonariuszy Scotland Yardu, jednak włoskie władze nie doprowadziły do jego ekstradycji. Zamieszkał na stałe w Londynie, rozpoczął współpracę z Nickiem Griffinem, wspólnie prowadzili biuro turystyczne. W międzyczasie toczył się zaoczny proces w Rzymie, w którym został oczyszczony z zarzutów współudziału w zamachu, lecz skazany na karę 9 lat pozbawienia wolności (obniżoną do 5 i pół roku w wyniku procesu apelacyjnego) za działalność w ugrupowaniu o charakterze terrorystycznym. Ostatecznie wykonanie kary uległo przedawnieniu, dzięki czemu Roberto Fiore mógł w 1999 powrócić do Włoch. Na początku lat 90. współtworzył wspólnie z Nickiem Griffinem International Third Position, która poprzez sieć sklepów charytatywnych pozyskiwała fundusze na druk neofaszystowskich materiałów propagandowych.
W 1997 był jednym z założycieli partii Nowa Siła, której został przewodniczącym. Jest określany mianem faszysty i prawicowego ekstremisty. Według doniesień mediów, w trakcie pobytu w Wielkiej Brytanii był współpracownikiem tajnego brytyjskiego wywiadu zagranicznego Secret Intelligence Service.
Przed wyborami europejskimi w 2004 Nowa Siła weszła w skład bloku wyborczego Alternatywa Socjalna, skupionego wokół Alessandry Mussolini. Roberto Fiore bez powodzenia kandydował do Parlamentu Europejskiego z ramienia tego bloku.
W 2007 został dyrektorem CL English Language, szkoły językowej dla zagranicznych studentów. W maju 2008 objął mandat europosła, zastępując Alessandrę Mussolini, wybraną do krajowego parlamentu. W PE pozostał deputowanym niezrzeszonym, pracował w Komisji Wolności Obywatelskich, Sprawiedliwości i Spraw Wewnętrznych. Kadencję zakończył w lipcu 2009.